# CAOBISCO
CAOBISCO (Association of Chocolate, Biscuits and Confectionery Industries of Europe, französisch Association Communautaire des Industries de la Chocolaterie, Biscuiterie) ist der Schokoladen- und Süßwarenverband in der Europäischen Union. Dem Verband gehören die nationalen Süßwarenverbände in der EU an. Das deutsche Mitglied ist der Bundesverband der Deutschen Süßwarenindustrie. Die CAOBISCO vertritt über 1.900 europäische Unternehmen. Gegründet 1959 in Paris, ist die Vereinigung seit 1985 in Brüssel ansässig. 

## Aktivitäten
Tätigkeitsbereiche sind:
- Reform der Gemeinsamen Agrarpolitik
- Qualitätssicherung in der Versorgung mit Rohstoffen
- Die Liberalisierung des Handels, einschließlich Tarif und nicht-tarifären Handelshemmnisse
- Verantwortungsvolle und nachhaltige Rohstoffbeschaffung
- Produktivität und Qualitätsverbesserungen
- Lebensmittelrecht
- Lebensmittelsicherheit